# Hawa Dembaya
Hawa Dembaya is een gemeente (commune) in de regio Kayes in Mali. De gemeente telt 6900 inwoners (2009).
De gemeente bestaat uit de volgende plaatsen:
- Bangassy
- Botéguékourou
- Fatola
- Kaffa
- Kéniou
- Kounda
- Lomba
- Lontou
- Mamoudouya
- Médine (hoofdplaats)